# Nam Phương nhật báo
Nam Phương nhật báo (phồn thể: 南方日報; giản thể: 南方日报; bính âm: Nánfāng rìbào), còn được gọi là Southern Daily và Nanfang Ribao, là nhật báo chính thức của tỉnh ủy Quảng Đông của Đảng Cộng sản Trung Quốc. Tờ báo được thành lập tại Quảng Châu vào ngày 23 tháng 10 năm 1949.
Ngày 15 tháng 10 năm 1949, Diệp Kiếm Anh đến Quảng Châu, bị bao vây và tước vũ khí của tất cả những kẻ đầu cơ, đồng thời bắt giữ hơn mười nhà báo để cải tạo. Cơ sở và thiết bị của Nhật báo Trung ương Quốc dân Đảng ngay lập tức bị thu giữ và tiếp quản. Tờ báo được đổi thành Nam Phương nhật báo, xuất bản lần đầu vào ngày 23 tháng 10.
Một bài viết của Đại học Brown đã chỉ ra rằng Nam Phương nhật báo có báo cáo vượt trội và mức độ tính chân thật cao hơn nhiều hãng báo chí chính thống của Cộng hòa Nhân dân Trung Hoa.